# Championnat de Bulgarie de football 2006-2007
Navigation
Saison précédente Saison suivante
La saison 2006-2007 du Championnat de Bulgarie de football était la 83e édition du championnat de première division en Bulgarie. Les 16 meilleurs clubs du pays se retrouvent au sein d'une poule unique, la A Professionnal Football League, où ils s'affrontent deux fois, à domicile et à l'extérieur. À l'issue du championnat, les trois derniers du classement sont relégués et remplacés par les trois premiers de deuxième division.
C'est le PFK Levski Sofia, tenant du titre, qui remporte la compétition en terminant en tête du championnat. C'est le 25e titre de champion de Bulgarie de l'histoire du club. Le Levski Sofia réussit d'ailleurs le doublé Coupe-championnat en battant, après prolongations, le Litex Lovech en finale de la Coupe de Bulgarie.

## Les 14 clubs participants
| - PFK Levski Sofia - FK CSKA Sofia - Lokomotiv Plovdiv - Litex Lovech - Spartak Varna - Promu de D2 - PFC Slavia Sofia - Beroe Stara Zagora - Belassitza Petritch | - Lokomotiv Sofia - Botev Plovdiv - Cherno More Varna - Chernomorets Burgas Sofia - Promu de D2 - Rilski Sportist Samokov - Promu de D2 - Vihren Sandanski - Marek Dupnitsa - Rodopa Smoljan |

## Compétition

### Classement
Le barème utilisé pour établir le classement est le suivant :
- Victoire : 3 points
- Match nul : 1 point
- Défaite : 0 point

| Rang | Équipe                           | Pts | J  | G  | N | P  | Bp | Bc  | Diff |
| ---- | -------------------------------- | --- | -- | -- | - | -- | -- | --- | ---- |
| 1    | PFK Levski Sofia T C             | 77  | 30 | 24 | 5 | 1  | 96 | 13  | +83  |
| 2    | FK CSKA Sofia                    | 72  | 30 | 23 | 3 | 4  | 68 | 13  | +55  |
| 3    | Lokomotiv Sofia                  | 72  | 30 | 23 | 3 | 4  | 70 | 28  | +42  |
| 4    | Litex Lovech                     | 62  | 30 | 19 | 5 | 6  | 65 | 29  | +36  |
| 5    | PFC Slavia Sofia                 | 49  | 30 | 14 | 7 | 9  | 47 | 35  | +12  |
| 6    | Cherno More Varna                | 47  | 30 | 14 | 5 | 11 | 37 | 29  | +8   |
| 7    | Lokomotiv Plovdiv                | 43  | 30 | 13 | 4 | 13 | 47 | 43  | +4   |
| 8    | Belassitza Petritch              | 38  | 30 | 11 | 5 | 14 | 38 | 43  | -5   |
| 9    | Botev Plovdiv                    | 37  | 30 | 11 | 4 | 15 | 41 | 45  | -4   |
| 10   | Vihren Sandanski                 | 37  | 30 | 11 | 4 | 15 | 27 | 39  | -12  |
| 11   | Beroe Stara Zagora               | 36  | 30 | 10 | 6 | 14 | 34 | 33  | +1   |
| 12   | Marek Dupnitsa                   | 34  | 30 | 9  | 7 | 14 | 39 | 60  | -21  |
| 13   | Spartak Varna P                  | 33  | 30 | 10 | 3 | 17 | 27 | 51  | -24  |
| 14   | Rilski Sportist Samokov P        | 30  | 30 | 10 | 0 | 20 | 31 | 53  | -22  |
| 15   | Rodopa Smoljan                   | 19  | 30 | 5  | 4 | 21 | 22 | 52  | -30  |
| 16   | Chernomorets Burgas Sofia 'P' -3 | -2  | 30 | 0  | 1 | 29 | 8  | 131 | -123 |

|  | Qualification pour la Ligue des clubs champions 2007-2008                                |
|  | Qualification pour la Coupe UEFA 2007-2008                                               |
|  | Qualification pour la Coupe Intertoto 2007                                               |
|  | Relégation en 2e division                                                                |
|  | T : Tenant du titre C : Vainqueur de la Coupe de Bulgarie P : Promu de deuxième division |

- Le club de Chernomorets Burgas Sofia voit son premier match annulé et perdu : le club n'avait pas aligné 5 jeunes joueurs, comme le dispose le règlement de la BFU. En plus de ce match perdu, Chernomorets reçoit une pénalité de 3 points.

## Bilan de la saison
| Championnat de Bulgarie de football 2006-2007                  |                              |
| Champion                                                       | PFK Levski Sofia (25e titre) |
| Coupes et trophées                                             |                              |
| Vainqueur de la Coupe de Bulgarie 2006-2007                    | PFK Levski Sofia             |
| Vainqueur de la Supercoupe de Bulgarie de football             | FK CSKA Sofia                |
| Qualifications continentales                                   |                              |
| Ligue des clubs champions 2007-2008 (2e tour de qualification) | PFK Levski Sofia             |
| Coupe UEFA 2007-2008                                           | Lokomotiv Sofia              |
| Coupe UEFA 2007-2008                                           | FK CSKA Sofia                |
| Coupe UEFA 2007-2008                                           | Litex Lovech                 |
| Coupe Intertoto 2007                                           | Cherno More Varna            |
| Promotions et relégations                                      |                              |
| Promus en A PFL                                                | Chernomorets Burgas          |
| Promus en A PFL                                                | Pirin Blagoevgrad 1922       |
| Promus en A PFL                                                | Vidima-Rakovski Sevlievo     |
| Relégués en B PFL                                              | Rodopa Smoljan               |
| Relégués en B PFL                                              | Rilski Sportist Samokov      |
| Relégués en B PFL                                              | Chernomorets Burgas Sofia    |